# Будилів (Тернопільський район)
Буди́лів — село в Україні, у Козівській селищній громаді Тернопільського району Тернопільської області.  Розташоване на правому березі річки Стрипа, у центрі району. До 2020 - адміністративний центр сільради, якій було підпорядковане село Медова.
До Будилова приєднано хутори Висока Гора, Дуби, Млинець і Надстав.
Населення — 918 осіб (2003).

## Історія
На території села знайдено археологічні пам'ятки періоду неоліту.
Перша писемна згадка — 1456 року[джерело?].
1626 року внаслідок нападу татар село було повністю знищене. Дідичем села був батько київського каштеляна Яроша (Героніма) Станіслава Куропатніцького гербу Нечуя Анджей.
До 1939 в селі діяли українські товариства «Просвіта», «Січ», «Братство тверезості».
12 червня 2020 року, відповідно до розпорядження Кабінету Міністрів України № 724-р «Про визначення адміністративних центрів та затвердження територій територіальних громад Тернопільської області» увійшло до складу Козівської селищної громади.
19 липня 2020 року, в результаті адміністративно-територіальної реформи та ліквідації Козівського району, село увійшло до складу Тернопільського району.

## Населення
Населення села в минулому:
| Рік  | Число осіб | Українців греко-католиків | Поляків та римо-католиків | Польських колоністів | Євреїв |
| ---- | ---------- | ------------------------- | ------------------------- | -------------------- | ------ |
| 1900 | 1850       | 854                       | 931                       | 0                    | 66     |
| 1939 | ▲ 2320     | ▲ 980                     | ▲ 1200                    | 110                  | ▲ 130  |

### Мова
За даними перепису населення 2001 року мовний склад населення села був таким:
| Мова       | Число ос. | Відсоток |
| ---------- | --------- | -------- |
| українська |           | 99,49    |
| російська  |           | 0,51     |

Місцева говірка належить до наддністрянського говору південно-західного наріччя української мови.

## Пам'ятки
Є церква святої Параскеви П'ятниці (1932; кам'яна), каплиця Пречистої Божої Матері (2000).
Споруджено:
- кам'яний хрест на честь скасування панщини,
- пам'ятник полеглим у німецько-радянській війні воїнам-односельцям (1971),
- насипано могилу УСС (1991; відновлено),
- встановлено хрест на пам'ять про виселення польських селян і знищення костьолу (2000).

Відбудована нова каплиця на тому місці де колись була стара.

## Соціальна сфера
Діють:
- загальноосвітня школа І-ІІІ ступенів
- бібліотека
- будинок культури
- дошкільний навчальний заклад «Теремок»
- медпункт

## Відомі люди

### Народилися
- Іван Барусевич — церковний діяч, греко-католицький священик, василіянин;
- Ярослава Мазурак — співачка, культурна діячка, краєзнавець, самодіяльний композитор.
- Ігор Пиріг — економіст, громадський діяч;
- Саєцький Олександр Ігорович (1993-2022)— український військовослужбовець Збройних сил України, учасник російсько-української війни[7].

### Проживали
- Михайло Фіцула — педагог, професор, академік АН ВШ;
- С. Югас — народний умілець, різьбяр,
- 3. Коваль — диригент, навчався в школі.

## Галерея

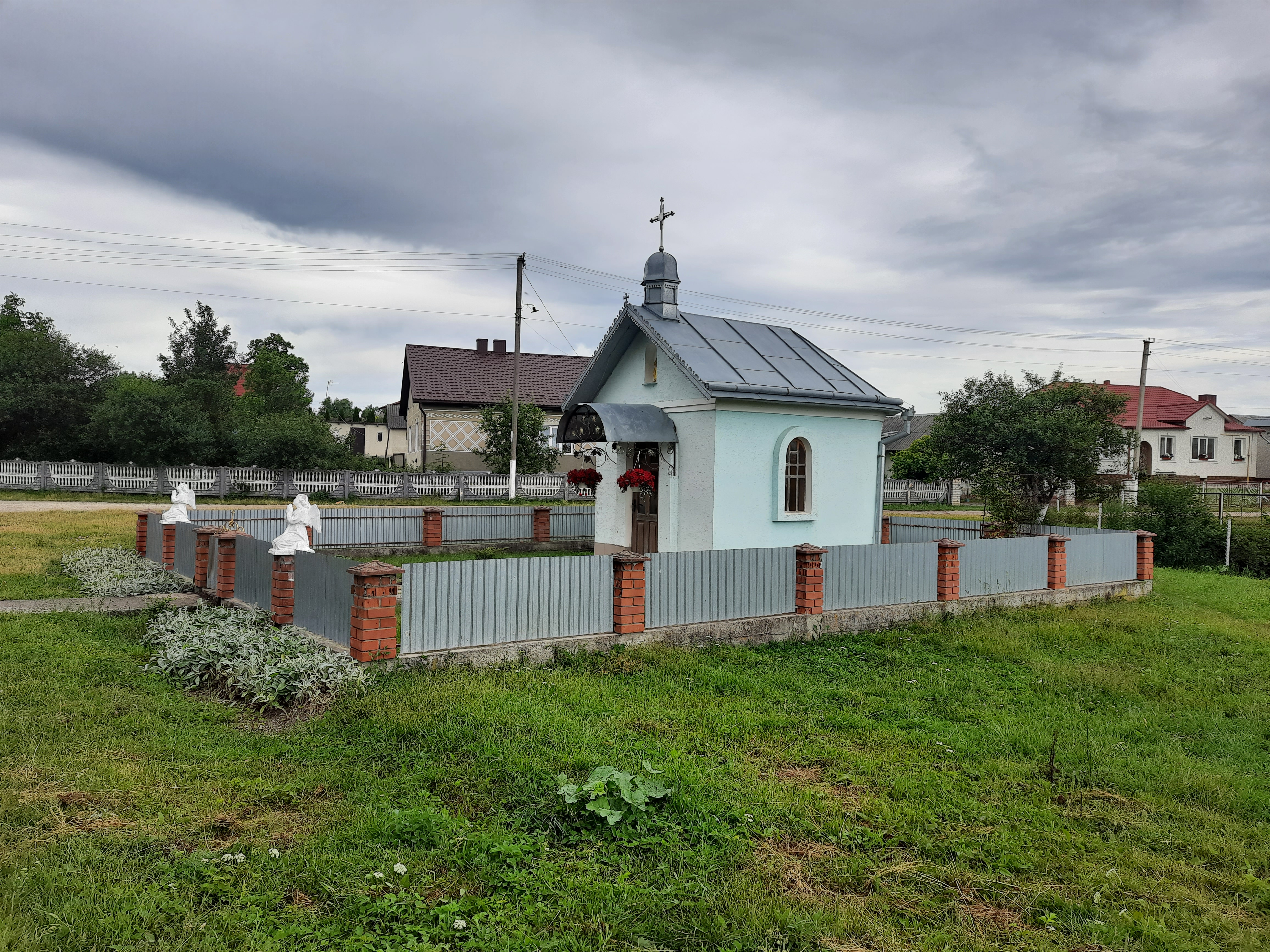
Капличка
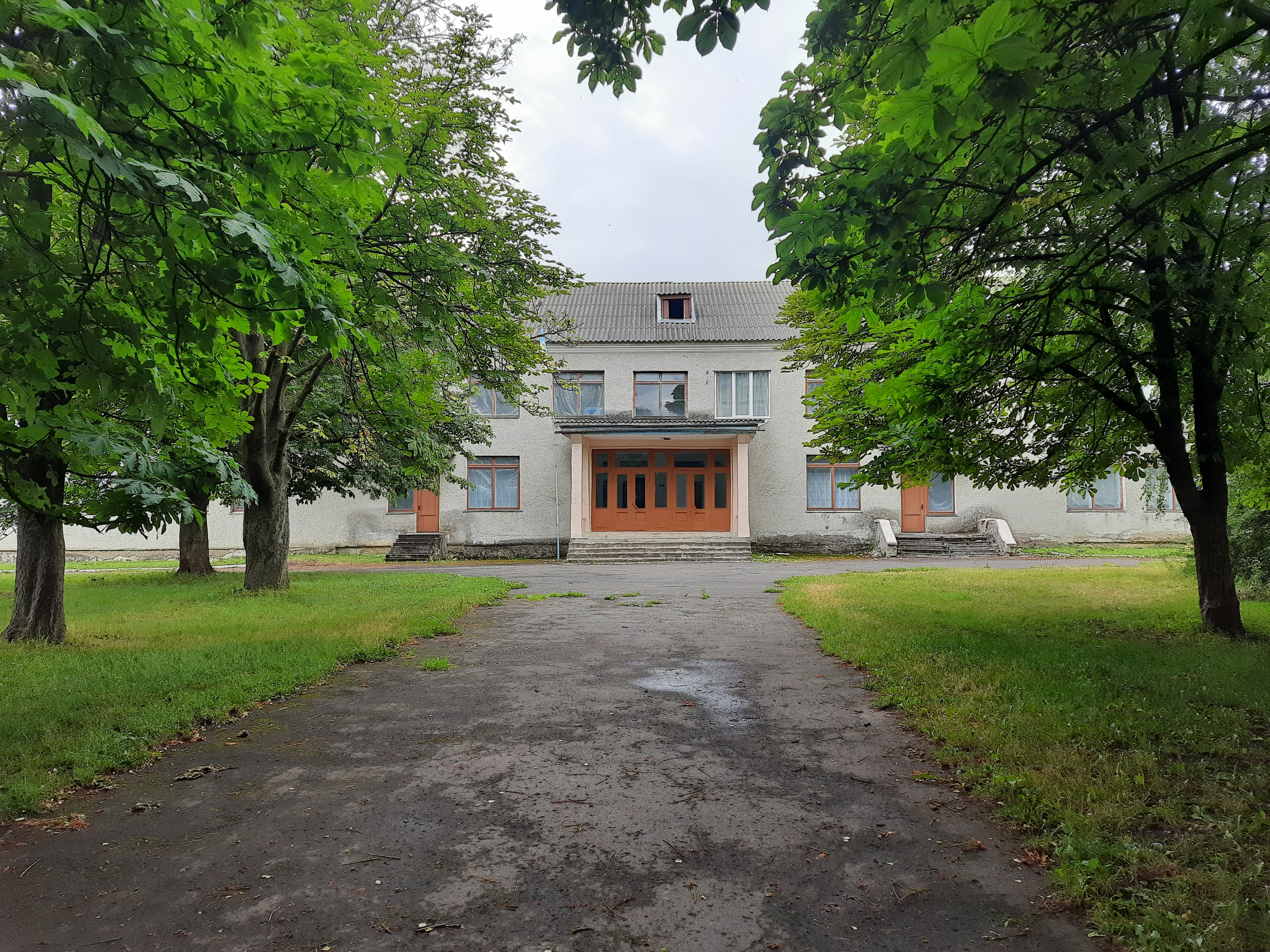
Школа
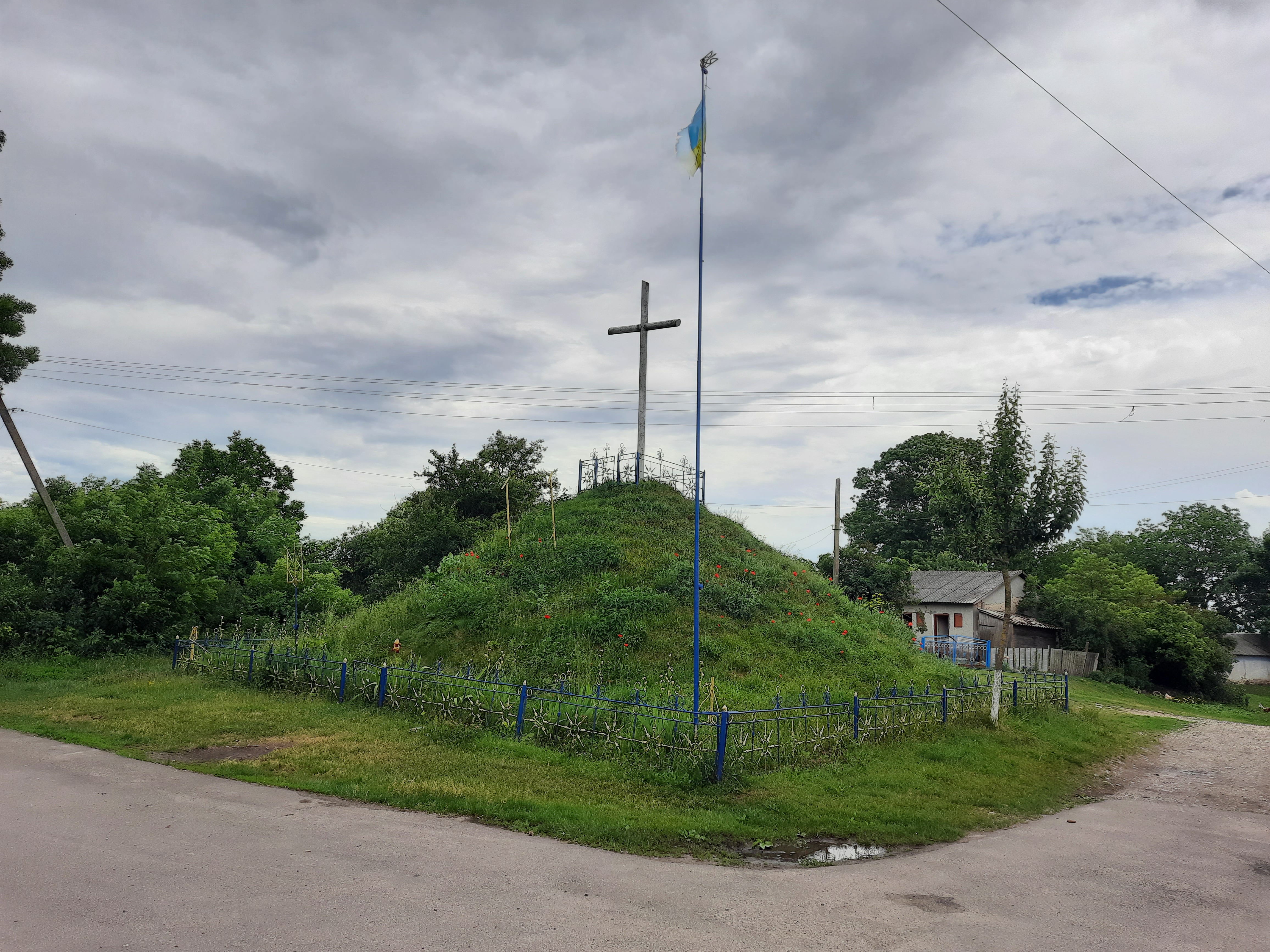
Символічна могила Борцям за волю України